# بالگردگاه ایکامیوت
بالگردگاه ایکامیوت (به انگلیسی: Ikamiut Heliport) یک فرودگاه همگانی است. این فرودگاه در شهر ایکامیوت کشور گرینلند قرار دارد .